# Я не буду боятися злого
«Я не буду боятися злого» (англ. I Will Fear No Evil) — науково-фантастичний роман Роберта Гайнлайна, що 1970 року вийшов у журналі Galaxy Science Fiction (липень — грудень).
Назва роману є цитатою з Псалма 22:4, що зазвичай читається на похоронах.

## Сюжет
Старий мільярдер Йоган Себастьян Бах Сміт не може померти природним шляхом, оскільки лікарі штучно підтримують його ослабле тіло. Виходом для нього стає трансплантація головного мозку в тіло відповідного донора. При цьому Йоган сподівається, що помре під час операції. Операція проведена успішно, але отямившись, Йоган Сміт з жахом дізнається, що мозок його пересаджений в тіло його секретарки Юніс Бранки, в яку він був закоханий. Бранка була вбита в бідному кварталі, де жила з чоловіком-художником. Тепер Йоган вимушений психологічно стати жінкою.
З невідомої причини особистість Юніс продовжує жити у свідомості Йогана і постійно спілкуватися з ним, допомагаючи в адаптації. Разом, за допомогою спільних друзів, вони витримують судовий процес, на якому визнаються новою особистістю: Джоан Юніс Сміт, і успадковують статки Йогана. Одне з перших рішень нової особистості — народити спільну дитину, для цього вона іде в банк сперми, де змушує лікаря запліднити себе матеріалом Йогана.
Джоан Юніс одружується з адвокатом Сміта — Джейкоба Соломона, колись теж закоханого в Юніс Бранку. Після його смерті від крововиливу в мозок його особистість приєднується до Йогана і Юніс.
Овдовіла Джоанна Юніс, вагітна, вирішує емігрувати в місячні колонії, але під час перельоту вмирає від відторгнення, встигнувши народити дитину Юніс Бранки та Йогана Себастьяна Баха Сміта.